# Björn Daníel Sverrisson
Björn Daníel Sverrisson (29 maggio 1990) è un calciatore islandese, centrocampista dello FH Hafnarfjörður.

## Carriera

### Club

#### FH Hafnarfjörður
Sverrisson ha cominciato la carriera con la maglia dello FH Hafnarfjörður, venendo aggregato alla prima squadra nel 2007. Ha debuttato nell'Úrvalsdeild in data 20 luglio 2008, subentrando a Dennis Siim nella vittoria per 4-0 sull'HK Kópavogur. Il 31 luglio 2008 ha avuto l'opportunità di debuttare nelle competizioni europee per club, seppure nei turni preliminari: è stato infatti schierato titolare nella vittoria per 1-5 sul Grevenmacher, in una sfida valida per il primo turno di qualificazione alla Coppa UEFA 2008-2009. Il 1º giugno 2009 ha segnato le prime reti nella massima divisione islandese, mettendo a referto una doppietta nel 3-0 inflitto al Fjölnir. Nell'arco di tempo in cui ha militato con questa maglia, ha vinto tre campionati (2008, 2009 e 2012), due coppe nazionali (2007 e 2009), una coppa di Lega (2008) e tre supercoppe (2010, 2011 e 2013).

#### Viking
Il 9 agosto 2013 è passato ai norvegesi del Viking, a cui si è legato con un contratto triennale, valido dal 1º gennaio 2014. Ha esordito in Eliteserien in data 29 marzo 2014, schierato titolare nel pareggio per 2-2 maturato sul campo del Rosenborg. Il 1º maggio successivo ha trovato la prima rete nella massima divisione locale, con cui ha contribuito alla vittoria per 1-2 in casa dell'Aalesund. Ha chiuso la prima stagione con 34 presenze e 9 reti tra campionato e coppa.
Nella stagione successiva, Sverrisson ha subito un infortunio nel corso della 1ª giornata di campionato, partita coincisa con una sconfitta per 1-0 sul campo del Mjøndalen. L'islandese è tornato in campo soltanto nel finale di stagione, totalizzando così 8 presenze e una rete in questa annata.
Sverrisson è rimasto in forza al Viking fino al mese di agosto 2016, congedandosi da questo club con 63 presenze e 14 reti tra campionato e coppa nazionale.

#### Aarhus
Il 25 agosto 2016, i danesi dell'Aarhus hanno confermato sul loro sito internet d'aver acquistato Sverrisson dal Viking. Il giocatore ha scelto di vestire la maglia numero 6. Il 28 agosto ha esordito in Superligaen, schierato titolare nella sconfitta per 2-1 sul campo dell'Aalborg. Il 31 ottobre successivo ha trovato la prima rete, nel 6-2 inflitto all'Esbjerg.

#### Vejle
Il 27 agosto 2017, è passato al Vejle con la formula del prestito, fino al successivo 31 dicembre.

### Nazionale
A livello giovanile, Sverrisson ha giocato per l'Islanda Under-19 e Under-21. Per quanto concerne quest'ultima selezione, ha esordito il 5 giugno 2009: è stato schierato titolare nella sconfitta per 3-2 in amichevole contro la Danimarca. Ha totalizzato complessivamente 9 presenze in Under-21.
Il 21 gennaio 2014 ha invece debuttato in Nazionale maggiore, sostituendo Steinþór Þorsteinsson in una sconfitta in amichevole contro la Svezia.

## Statistiche

### Presenze e reti nei club
Statistiche aggiornate al 27 agosto 2017.
| Stagione                | Club                    | Campionato              | Campionato | Campionato | Coppe nazionali | Coppe nazionali | Coppe nazionali | Coppe continentali | Coppe continentali | Coppe continentali | Supercoppe | Supercoppe | Supercoppe | Totale | Totale |
| Stagione                | Club                    | Comp                    | Pres       | Reti       | Comp            | Pres            | Reti            | Comp               | Pres               | Reti               | Comp       | Pres       | Reti       | Pres   | Reti   |
| ----------------------- | ----------------------- | ----------------------- | ---------- | ---------- | --------------- | --------------- | --------------- | ------------------ | ------------------ | ------------------ | ---------- | ---------- | ---------- | ------ | ------ |
| 2008                    | FH Hafnarfjörður        | UD                      | 3          | 0          | CI+CdL          | ?               | ?               | CU                 | 3                  | 0                  | -          | -          | -          | 6+     | 0+     |
| 2009                    | FH Hafnarfjörður        | UD                      | 17         | 4          | CI+CdL          | ?+1+            | ?+?             | UCL                | 2                  | 0                  | -          | -          | -          | 20+    | 4+     |
| 2010                    | FH Hafnarfjörður        | UD                      | 19         | 6          | CI+CdL          | ?               | ?               | UCL                | 2                  | 0                  | SI         | 1          | 0          | 22+    | 6+     |
| 2011                    | FH Hafnarfjörður        | UD                      | 19         | 4          | CI+CdL          | ?               | ?               | UEL                | 2                  | 0                  | SI         | 1          | 0          | 22+    | 4+     |
| 2012                    | FH Hafnarfjörður        | UD                      | 21         | 9          | CI+CdL          | ?               | ?               | UEL                | 4                  | 0                  | SI         | 1          | 0          | 25+    | 9+     |
| 2013                    | FH Hafnarfjörður        | UD                      | 21         | 9          | CI+CdL          | 1+6             | 1+0             | UCL+UEL            | 4+2                | 1+1                | SI         | 1          | 0          | 34+    | 12+    |
| Totale FH Hafnarfjörður | Totale FH Hafnarfjörður | Totale FH Hafnarfjörður | 100        | 32         |                 | 8+              | 1+              |                    | 19                 | 2                  |            | 4          | 0          | 131+   | 35+    |
| 2014                    | Viking                  | ES                      | 29         | 6          | CN              | 5               | 3               | -                  | -                  | -                  | -          | -          | -          | 34     | 9      |
| 2015                    | Viking                  | ES                      | 8          | 1          | CN              | 0               | 0               | -                  | -                  | -                  | -          | -          | -          | 8      | 1      |
| gen.-ago. 2016          | Viking                  | ES                      | 20         | 4          | CN              | 1               | 0               | -                  | -                  | -                  | -          | -          | -          | 21     | 4      |
| Totale Viking           | Totale Viking           | Totale Viking           | 57         | 11         |                 | 6               | 3               |                    | -                  | -                  |            | -          | -          | 63     | 14     |
| ago. 2016-2017          | Aarhus                  | SL                      | 24+3       | 3+1        | CD              | 3               | 0               | -                  | -                  | -                  | -          | -          | -          | 30     | 4      |
| lug.-ago. 2017          | Aarhus                  | SL                      | 2          | 0          | CD              | 0               | 0               | -                  | -                  | -                  | -          | -          | -          | 2      | 0      |
| Totale Aarhus           | Totale Aarhus           | Totale Aarhus           | 26+3       | 3+1        |                 | 3               | 0               |                    | -                  | -                  |            | -          | -          | 32     | 4      |
| ago.-dic. 2017          | Vejle                   | 1D                      | 0          | 0          | CD              | 0               | 0               | -                  | -                  | -                  | -          | -          | -          | 0      | 0      |
| Totale                  | Totale                  | Totale                  | 183+3      | 46+1       |                 | 17+             | 4+              |                    | 19                 | 2                  |            | 4          | 0          | 226+   | 53+    |

### Cronologia presenze e reti in Nazionale
| Cronologia completa delle presenze e delle reti in nazionale ― Islanda | Cronologia completa delle presenze e delle reti in nazionale ― Islanda | Cronologia completa delle presenze e delle reti in nazionale ― Islanda | Cronologia completa delle presenze e delle reti in nazionale ― Islanda | Cronologia completa delle presenze e delle reti in nazionale ― Islanda | Cronologia completa delle presenze e delle reti in nazionale ― Islanda | Cronologia completa delle presenze e delle reti in nazionale ― Islanda | Cronologia completa delle presenze e delle reti in nazionale ― Islanda |
| Data                                                                   | Città                                                                  | In casa                                                                | Risultato                                                              | Ospiti                                                                 | Competizione                                                           | Reti                                                                   | Note                                                                   |
| ---------------------------------------------------------------------- | ---------------------------------------------------------------------- | ---------------------------------------------------------------------- | ---------------------------------------------------------------------- | ---------------------------------------------------------------------- | ---------------------------------------------------------------------- | ---------------------------------------------------------------------- | ---------------------------------------------------------------------- |
| 21-1-2014                                                              | Abu Dhabi                                                              | Islanda                                                                | 0 – 2                                                                  | Svezia                                                                 | Amichevole                                                             | -                                                                      |                                                                        |
| 5-3-2014                                                               | Cardiff                                                                | Galles                                                                 | 3 – 1                                                                  | Islanda                                                                | Amichevole                                                             | -                                                                      |                                                                        |
| 16-1-2015                                                              | Orlando                                                                | Canada                                                                 | 1 – 2                                                                  | Islanda                                                                | Amichevole                                                             | -                                                                      |                                                                        |
| 19-1-2015                                                              | Orlando                                                                | Canada                                                                 | 1 – 1                                                                  | Islanda                                                                | Amichevole                                                             | -                                                                      |                                                                        |
| 13-1-2016                                                              | Abu Dhabi                                                              | Finlandia                                                              | 0 – 1                                                                  | Islanda                                                                | Amichevole                                                             | -                                                                      |                                                                        |
| 16-1-2016                                                              | Abu Dhabi                                                              | Emirati Arabi Uniti                                                    | 2 – 1                                                                  | Islanda                                                                | Amichevole                                                             | -                                                                      |                                                                        |
| 10-1-2017                                                              | Nanchino                                                               | Cina                                                                   | 0 – 2                                                                  | Islanda                                                                | Amichevole                                                             | -                                                                      |                                                                        |
| 15-1-2017                                                              | Nanchino                                                               | Islanda                                                                | 0 – 1                                                                  | Cile                                                                   | Amichevole                                                             | -                                                                      |                                                                        |
| Totale                                                                 |                                                                        | Presenze                                                               | 8                                                                      |                                                                        | Reti                                                                   | 0                                                                      |                                                                        |

## Palmarès

### Club

#### Competizioni nazionali
- Campionato islandese: 3

FH Hafnarfjörður: 2008, 2009, 2012
- Coppa d'Islanda: 2

FH Hafnarfjörður: 2007, 2010
- Coppa di Lega islandese: 1

FH Hafnarfjörður: 2008
- Supercoppa d'Islanda: 3

FH Hafnarfjörður: 2010, 2011, 2013